# Apis mellifera carnica
Apis mellifera carnica este o subspecie a a albinei melifere europene, Apis mellifera. Este originară din Slovenia, dar poate fi găsită și în Austria, o parte din Ungaria, România, Croația, Bosnia și Herzegovina, și Serbia.